# El Frontil
El Frontil es una localidad española perteneciente al municipio de Loja, en la provincia de Granada (comunidad autónoma de Andalucía). Está situada en la parte centro-occidental de la comarca lojeña. Cerca de esta localidad se encuentran los núcleos de La Esperanza, El Bujeo y Barrio de San Antonio.
Bajo las faldas del monte Hacho, la pedanía está a tres kilómetros de Loja capital, junto a la carretera de Algarinejo (A-4154, antigua N-321), y cerca de la línea ferroviaria de media distancia A-5/A-3. Cabe destacar la presencia de un manantial —conocido como La Laguna—, un polígono agroganadero y un club de tenis que gozan de cierta popularidad en la zona.

## Topónimo
El topónimo Frontil proviene del árabe "al-Funtayn".

## Historia

### La alquería de El Frontil
La alquería de El Frontil fue un antiguo poblado de época antigua, tardoantigua y medieval. La alquería se localizaba a los pies del Hacho —a unos 500 m s. n. m.—, donde nace el manantial del arroyo Frontil, muy próximo a la Vega de Don Antonio.
La alquería de El Frontil se ubicaba en torno a tres unidades geográficas bien contrastadas: al norte se disponía la sierra del Hacho de fuertes pendientes y suelo poco desarrollado y pobre que permitía un casi nulo aprovechamiento; a sus pies se desarrollaba una suave y continuada pendiente que permitía el desarrollo de un suelo más profundo y por lo tanto su aprovechamiento para el cultivo; y por último, gracias a las suregencias del macizo calizo del Hacho existía un importante arroyo, homónimo con la alquería, que permitió el desarrollo de una llanura aluvial a partir de la cual se articuló el poblamiento de la alquería en tiempos históricos.